# 増福寺 (瑞浪市)
増福寺（ぞうふくじ）は、岐阜県瑞浪市日吉町南垣外にある曹洞宗の寺院。山号は妙理山。

## 概要・沿革
天文年間（1532年～1555年）に、郷社 酒波神社の奥の院(別当寺)として、真言宗の寺院があった。「一時真言の僧みだりに住す」などと伝えられるも詳細は不明である。
慶長5年(1600年)に、当地を知行所としていた尾張藩附属の久々利九人衆の千村助右衛門重次が檀那となって開基し、三河国加茂郡篠原村の永澤寺系下の玄室芳頓が、宗派を曹洞宗に改宗して開山した。
寛永12年(1635年)の過去帳が残っている。
寛文元年（1661年）、本末制度の施行に先立ち、末寺帳の作成が必須となり、村役人や檀家と相談、三河篠原村の永澤寺の法系をもって、一旦は本寺とすることに決定した。
しかし檀那の千村助右衛門重次は、本寺が他国の三河では後年まで面倒であろうと考えて、近くにある開元院と交渉して諸役免除の条件をつけたので、
寛文2年（1662年）、本末制度の施行に伴い、千村助右衛門重次の勧めにより、寺・村役人・檀家も承諾して開元院を本寺として末寺帳を書き上げることに同意した。
正式に村中が納得し、開元院の第十二世領外秀存を勧請開山に迎えて、雄堂殊英が中興して再創したが、
あくまでも本山末寺の法系の変更によるものである。
そして尾張藩の寺社奉行と龍泰寺（関市）へ届け出て、開元院の客末寺として登録した。
寛文4年（1664年）、千村助右衛門重次が没し、二代の千村助右衛門重伯（道止）により、増福寺と称し、領内菩提寺となった。
又、増福寺には、「妙理の宝珠」という寺宝がある。
この珠は、境内の池の中の蓮華岩の下から掘り出されたもので、人体程の微温を発した霊妙不可思議の珠であり、ここから山号を妙理山を名付けたとされる。
山門の前には七福神の石像が並んでいる。

## 境内

### 観音堂
十一面観音や十王像など、古くからの仏像が祀られている。

### 西国・四国・秩父・坂東霊場順拝記念碑
享保年間(1716年～1736年)の頃の造営の笠塔婆で、西国三十三所・四国八十八箇所・秩父札所三十四観音霊場・坂東三十三観音を順拝者達の記念碑である。順拝者名などが刻まれているものの摩耗しており判読することができない。

### 三十三所観音
増福寺入口の右手には、安永7年(1778年)造立の三十三所観音が、天明5年（1785年）に主尊として造立された主尊の阿弥陀如来石像と共に34体で往時のままの姿で並んでいる。
主尊の阿弥陀如来石像は光背型の立像で、「天明五巳年十一月吉日」と来迎印が、願主として6人の名が彫られ、像容は光春院のものと同一である。造立年代も1年しか違わないことから、天明年間ではこうした造立が普及したものと考えられる。

### 廻国塔
正徳4年(1714年)に造立の、奉納大乗妙典　日本廻国供養塔である。
立派な笠付塔で「奉納大乗妙典日本廻国供養塔 東濃土岐郡日吉邑住人　白岩全貞・西領白円　旹　正徳四甲午歳九月二十三日 願主　小栗貞右衛門尉」と刻まれており、3名同行で無事に廻国勤行を終えたものと思われる。

### 庚申石祠
増福寺入口の横穴古墳内にある庚申石祠には、「庚申 寛政十一未年正月吉日」とあり、寛政11年（1799年）に造立された瑞浪市内で唯一の庚申石祠である。

### コシキ地蔵
コシキ地蔵と呼ばれる小さな石地蔵があるが、近くの三本松にある摩崖仏、小暮道登り口にある文化15年(1818年)造立の延命地蔵、本郷沓掛坂にある地蔵尊とともに線刻仏である。

### 馬頭観音石像
安永8年(1779年)造立で、立姿・一面二臂である。

### 灯篭
境内には、元禄9年(1696年)造立の灯篭と、嘉永2年(1849年)造立の灯篭がある。

## 増福寺鐘由来記
「鐘山来記」(瑞浪市宮前町 寶林寺所蔵)